# Kim Yugyeom
Dans ce nom coréen, le nom de famille, Kim, précède le nom personnel.
Pour les articles homonymes, voir Kim.
Yugyeom, de son vrai nom Kim Yu-gyeom (coréen : 김유겸), est un chanteur et danseur sud-coréen né le 17 novembre 1997. Il est connu pour être membre du boys-band sud-coréen GOT7 formé par l'agence JYP Entertainment, où il occupe la position de chanteur, danseur principal et « maknae » (plus jeune membre). À la suite du départ de GOT7 du label JYP Entertainment en janvier 2021, Yugyeom a rejoint le label AOMG qui est un label indépendant sud-coréen dirigé par Jay Park.
Le 11 juin 2021, Yugyeom fait ses débuts en tant qu'artiste solo et sort son premier single : I Want U Around, accompagné d'un MV suivi d'une vidéo de performance en danse du titre sur la plateforme YouTube. Ce titre est extrait de son prochain album à paraitre le 17 juin 2021 : Point of View: U.
Il reste néanmoins actif en tant que membre de GOT7 appartenant désormais au label Warner Music Korea.

## Enfance
Kim Yugyeom est né le 17 novembre 1997 à Namyangju, dans la province de Gyeonggi, en Corée du Sud. Il aurait cependant déclaré dans une interview être né à Séoul et avoir passé quelques années en Arabie Saoudite car son père y travaillait. Toute la famille a vécu au Moyen-Orient pendant un certain temps avant de rentrer en Corée du Sud. Ils ont déménagé à Yeosu puis à Namyangju, où Yugyeom a grandi aux côtés de son frère aîné. En février 2016, il a obtenu son diplôme à Hanlim Multi Art School où il s'était spécialisé dans le Street Dance. Par la suite, il s'est inscrit au département de mannequinat de l'université de Daekyeung (en). Pendant ces années d'études, il a fait la rencontre de Youngjae, qui étudiait également le mannequinat dans la même université.
Son rêve de devenir chanteur et danseur s'est manifesté en regardant les performances de Big Bang et de J.Y. Park quand il était petit. Il était particulièrement intéressé par la danse et a commencé à danser à 14 ans, en rejoignant le groupe Body & Soul avec qui, en 2010, il a remporté la deuxième place lors de l'émission Hit the Stage (en) (Épisodes 9-10). Alors qu'il était en première année de collège, il a participé au Hidden Performing Arts Tournament, où il a dansé sur "Shock" de Beast (Highlight). Cette performance, ayant été filmé et postée sur Cyworld par son frère ainée, a attiré l'attention de la cousine de Yugyeom, une professeure de danse, qui l'a invité à rejoindre son école. Plus tard, un autre professeur du même établissement, instructeur de danse pour JYP Entertainment, lui a permis d'accéder à une audition pour le label. Il est devenu « trainee » en 2011.

## Discographie

### Album
2024 : TRUST ME
EP
- 2021 : Point of View: U

### Singles
- 2022 : Take You Down (feat. Coogie)
- 2023 : Ponytail (feat. Sik-K)
- 2023 : LOLO
- 2024 : LA SOL MI
- 2024 : Sweet Like

## Filmographie

### Émissions
| Année | Titre               | Note                        |
| ----- | ------------------- | --------------------------- |
| 2013  | Who is next: WIN    | YG vs JYP                   |
| 2016  | Hit the Stage       | Mnet TV - The Fight - Final |
| 2016  | Real GOT7           | JYP Entertainment           |
| 2019  | Law of the Jungle   | SBS                         |
| 2020  | King of Mask Singer | MBC Entertainment           |
| 2021  | Hoody's Home Dining | AOMG (ft. BamBam)           |

### Dramas
| Année | Titre        | Rôle           | Note                                            |
| ----- | ------------ | -------------- | ----------------------------------------------- |
| 2015  | Dream Knight | Yugyeom (GOT7) | Websérie coréen-chinois par JYPE et Youku Tudou |